# The Ploughshare
The Ploughshare è un film muto del 1915 diretto da John H. Collins.

## Trama
Nel Sud degli Stati Uniti, prima della guerra di secessione, a William Lawrence, erede del patrimonio di famiglia, è affidata - dopo la morte del padre - la tutela di Jim, il suo fratellastro, un ragazzo molto vivace. Passano gli anni. Jim, ormai cresciuto, è diventato un giovane sempre più scapestrato: mette nei guai Jenny, una ragazza di campagna e fa innamorare di sé Helena Leigh, la donna che suo fratello - diventato nel frattempo governatore dello stato - vorrebbe sposare. Quando il padre di Helena scopre Jim che ha messo incinta Jenny, lo butta fuori di casa. Poi, in punto di morte, si fa promettere dalla figlia di accettare la proposta di matrimonio di William. Lei, suo malgrado, acconsente e sposa il fratello maggiore, pur se il suo cuore continua a battere per Jim.
Il fratello di Jenny, che vuole vendicare la sorella, viene ucciso da Jim. Del delitto viene però accusato Arthur Willet, uno che stava per affrontare in duello il giovane. Mosso dalle suppliche di Helena, Jim confessa tutto al fratello e poi fugge, aiutato da Helena. William, ritenendosi coinvolto, rassegna le dimissioni da governatore. Helena, al processo, svela come si sono svolti i fatti e, dopo la notizia dell'avvenuta morte di Jim in Sudamerica, può finalmente trovare la felicità accanto al marito.

## Produzione
Il film fu prodotto dalla Edison Company.

## Distribuzione
Distribuito dalla General Film Company, il film - un cortometraggio in una bobina - uscì nelle sale cinematografiche degli Stati Uniti il 1º ottobre 1915.